# Кристі (Оклахома)
Кристі (англ. Christie) — переписна місцевість (CDP) в США, в окрузі Адер штату Оклахома. Населення — 427 осіб (2020).

## Географія
Кристі розташоване за координатами 35°57′35″ пн. ш. 94°40′0″ зх. д. / 35.95972° пн. ш. 94.66667° зх. д. (35.959738, -94.666767).  За даними Бюро перепису населення США в 2010 році переписна місцевість мала площу 19,78 км², з яких 19,59 км² — суходіл та 0,19 км² — водойми.

## Демографія
Згідно з переписом 2010 року, у переписній місцевості мешкало 218 осіб у 81 домогосподарстві у складі 58 родин. Густота населення становила 11 особа/км².  Було 95 помешкань (5/км²).
Расовий склад населення:
| - 60,6 % — білих - 21,6 % — корінних американців - 1,8 % — азіатів - 0,9 % — чорних або афроамериканців |

До двох чи більше рас належало 15,1 %. Частка іспаномовних становила 0,5 % від усіх жителів.
За віковим діапазоном населення розподілялося таким чином: 22,5 % — особи молодші 18 років, 63,7 % — особи у віці 18—64 років, 13,8 % — особи у віці 65 років та старші. Медіана віку мешканця становила 43,2 року. На 100 осіб жіночої статі у переписній місцевості припадало 111,7 чоловіків;  на 100 жінок у віці від 18 років та старших — 103,6 чоловіків також старших 18 років.
Середній дохід на одне домашнє господарство  становив 26 306 доларів США (медіана — 24 091), а середній дохід на одну сім'ю — 22 369 доларів (медіана — 22 955). За межею бідності перебувало 34,0 % осіб, у тому числі 100,0 % дітей у віці до 18 років та 0,0 % осіб у віці 65 років та старших.
Цивільне працевлаштоване населення становило 26 осіб. Основні галузі зайнятості: науковці, спеціалісти, менеджери — 46,2 %, мистецтво, розваги та відпочинок — 34,6 %, роздрібна торгівля — 19,2 %.